# Tenis en los Juegos Panafricanos de 2015
El Tenis en los Juegos Panafricanos de 2015 se llevó a cabo entre los días 11 y 18 de septiembre de 2015 en la capital Brazzaville y constó de 6 eventos (3 de varones y 3 de mujeres).

## Resultados
| Evento               | Oro                                  | Plata                                                        | Bronce                                                                            |
| -------------------- | ------------------------------------ | ------------------------------------------------------------ | --------------------------------------------------------------------------------- |
| Individual masculino | Denis Indondo                        | Alexis Klegou                                                | Mark Fynn                                                                         |
| Individual femenino  | Sandra Samir                         | Zarah Razafimahatratra                                       | Valeria Bhunu                                                                     |
| Dobles masculino     | Ghana Wisdom Na Ajdrago George Darko | República Democrática del Congo Dennis Indondo Sarma Nkulufa | Senegal Oumar Ka Y.Raynond Lauguina Lesoto Bishop Mosebi Lebelo Mosehle           |
| Dobles femenino      | Egipto · Ola Abouzky · Sandra Samir  | Egipto · Dona Abohabaga · Moura Ishak                        | Nigeria Melissa Ifidzen Elizabeth Pam Zimbabue Valeria Bhunu Pauline Chawafambira |
| Equipos masculino    | República Democrática del Congo      | Nigeria                                                      | Zimbabue · Egipto                                                                 |
| Equipos femenino     | Egipto                               | República del Congo                                          | Zimbabue Nigeria                                                                  |

## Medallero
| Núm. | País                            | Oro | Plata | Bronce | Total |
| ---- | ------------------------------- | --- | ----- | ------ | ----- |
| 1    | Egipto                          | 3   | 1     | 1      | 5     |
| 2    | República Democrática del Congo | 2   | 1     | 0      | 3     |
| 3    | Ghana                           | 1   | 0     | 0      | 1     |
| 4    | Nigeria                         | 0   | 1     | 2      | 3     |
| 5    | Benín                           | 0   | 1     | 0      | 1     |
| 5    | República del Congo             | 0   | 1     | 0      | 1     |
| 5    | Madagascar                      | 0   | 1     | 0      | 1     |
| 8    | Zimbabue                        | 0   | 0     | 5      | 5     |
| 9    | Lesoto                          | 0   | 0     | 1      | 1     |
| 9    | Senegal                         | 0   | 0     | 1      | 1     |
|      | TOTAL                           | 6   | 6     | 10     | 22    |